# Saltah

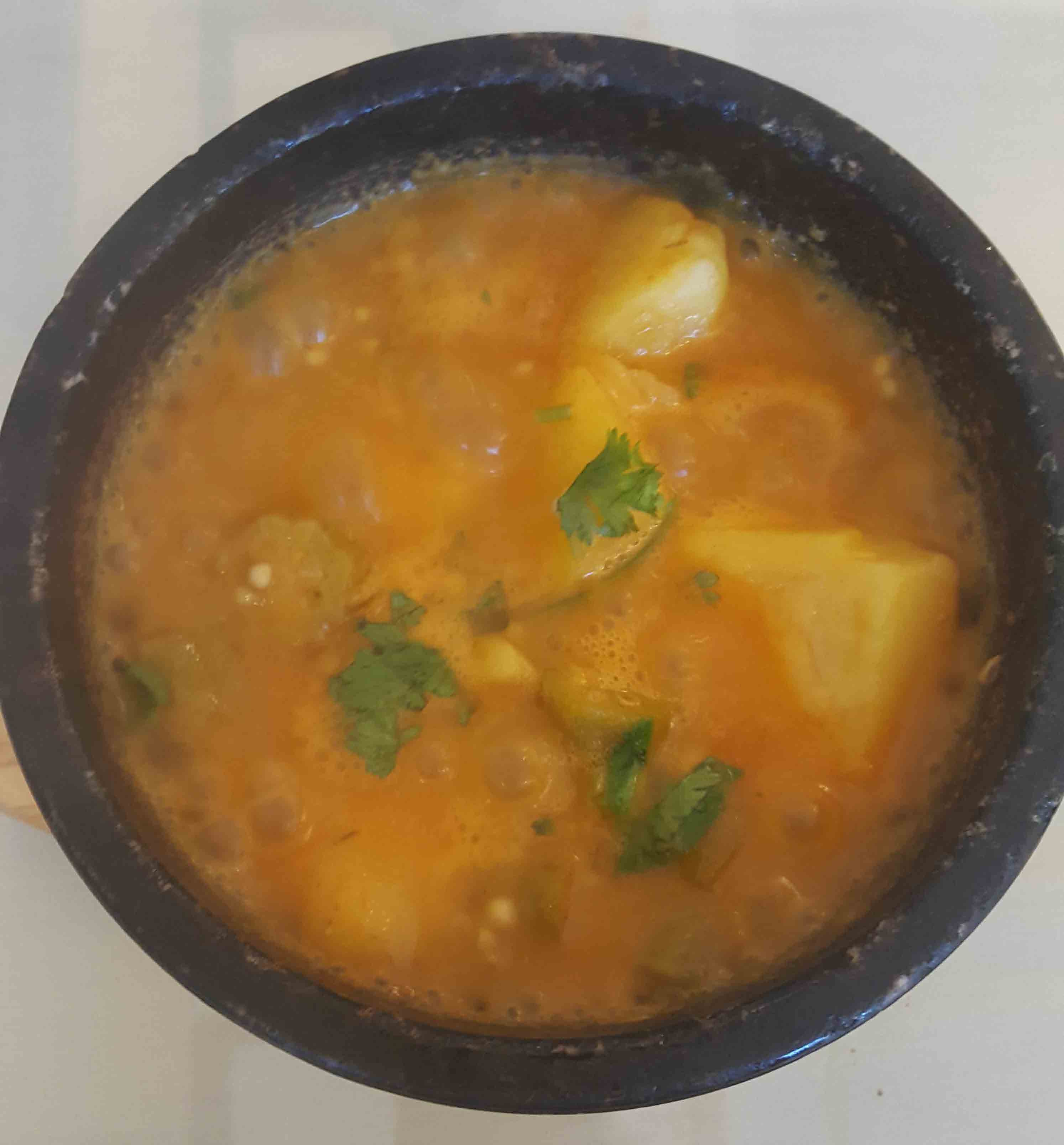
Saltah

Saltah (em língua árabe: سلتة) é o prato nacional do Iêmen e é composto basicamente por um guisado de carne, o “maraq”, temperado com hulba e sahawiq, duas misturas de condimentos típicas deste país, a primeira baseada em feno-grego, a segunda em pimenta verde e coentro fresco. Vários vegetais, arroz, batatas e ovos podem ser adicionados e a preparação é servida tradicionalmente com pão folha, típico desde país. 
Numa receita, começa por se refogar em óleo cebola, alho e malagueta verde; junta-se coentro fresco, cominho e sal, tomate cortado e deixa-se cozinhar até ficar quase seco; a seguir, junta-se caldo com o resto dos ingredientes e, no fim, a hulba (a pasta de feno-grego) e o sahawiq.